# Kirstingshof
Kirstingshof ist ein Ortsteil der Krayenberggemeinde im Wartburgkreis in Thüringen.

## Lage
Im Werratal, gegenüber der Kerngemeinde Dorndorf befinden sich die als Unterer und Oberer Kirstingshof bezeichneten Siedlungsteile am Südrand des Frauenseer Forstes. Der Ortsteil  wird über die Bundesstraße 84 erreicht. Nördlich des Oberen Kirstingshofes markiert der bewaldete Berg Hohe Wart die nördliche Gemarkungsgrenze und bildet zugleich die höchste Erhebung von Kirstingshof, seine Höhe beträgt 400,9 m ü. NN.

## Geschichte
Eine nahe dem oberen Kirstingshof entdeckte hochmittelalterliche Töpferwerkstatt wird im Zusammenhang mit dem karolingischen Güterkomplex in der villa dorndorf gesehen. Doch erst am 1. Mai 1339 wurde eine Hofstelle „Kirstingshof“ erstmals urkundlich erwähnt. Er gehörte zum Amt Krayenberg.
Zwei Altstraßen-Trassen führten im Mittelalter an den Höfen vorbei, die westliche Trasse ist als „hoha strazza“ bekannt und führte von Vacha an der Geschworenen Eiche vorbei nach Berka/Werra, die zweite verband Vacha mit dem Kloster Frauensee und führte weiter in Richtung Marksuhl und Eisenach. Als Zeichen der Dorndorfer Gerichtsbarkeit befand sich am oberen Kirstingshof ein Richtplatz – die Henkerseiche – seit 1986 ein Naturdenkmal. Der stattliche Baumveteran soll über 600 Jahre alt sein, sein Stammumfang, gemessen in etwa 1,20 m Höhe über Grund beträgt 6,83 m, die Baumhöhe beträgt etwa 22 m.

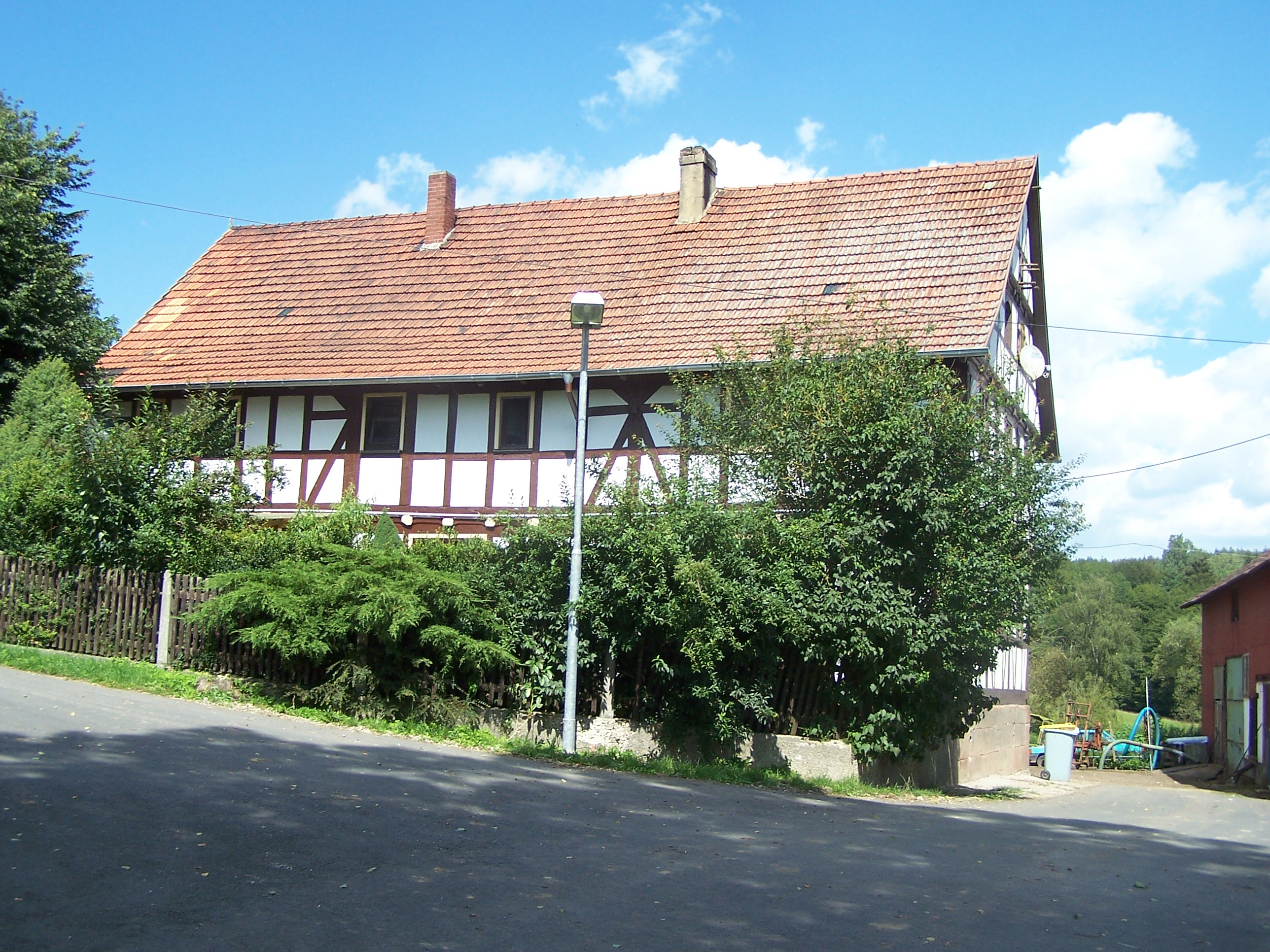
Der obere Kirstingshof (2011)

In der Ortslage Unterer Kirstingshof trifft man auf die Gebäude einer ehemaligen Grenzkompanie die im Grenzabschnitt Vacha–Vitzeroda eingesetzt wurde. Nach 1990 wurde ein Dutzend Einfamilienhäuser am Unteren Kirstingshof errichtet. An der Einmündung der Ortsstraße befindet sich der wohl in den 1930er Jahren in Klinkerbauweise neu errichtete Gebäudekomplex des Unteren Kirstingshofes.
Von 1994 an gehörte Kirstingshof zur Gemeinde Dorndorf und ging mit dieser 2013 in der Krayenberggemeinde auf.

## Naturdenkmale
Die markante 550 bis 600 Jahre alte Henkerseiche am Oberen Kirstingshof wurde 1986 als Naturdenkmal ausgewiesen. An ihr wurden früher Verurteilte gehenkt. Auch die ca. 700 Jahre alte Kirstingseiche im Kirschengrund ist ein Naturdenkmal. Die Stieleiche verfügt über einen ausgebrannten, hohlen Stamm und wurde 1994 unter Schutz gestellt.